# Dere zimbabweana
Dere zimbabweana là một loài bọ cánh cứng trong họ Cerambycidae.